# Vologeso
Vologeso és una òpera en tres actes composta per Giovanni Battista Lampugnani sobre un llibret italià de Apostolo Zeno. S'estrenà al Teatre de la Santa Creu de Barcelona el 4 de desembre de 1753.